# Cesare Caiani
Cesare Caiani (27 de diciembre de 2003) es un deportista de Italia que compite en atletismo. Ganó una medalla de bronce en el Campeonato Europeo de Atletismo Sub-20 de 2021, en la prueba de 3000 m obstáculos.